# Barbara Palmer, Ducesă de Cleveland
Barbara Palmer, Ducesă de Cleveland, Contesă de Castlemaine, cunoscută ca Lady Castlemaine (27 noiembrie 1640 – 9 octombrie 1709), a fost o curtezană engleză și poate cea mai faimoasă din multele metrese ale regelui Carol al II-lea al Angliei, cu care a avut cinci copii. Influența ei a fost atât de mare, încât se făcea referire la ea ca la "regina neîncoronată".
Barbara a fost subiectul multor portrete, în special cele ale pictorului de curte Sir Peter Lely. Extravaganța, temperamentul și promiscuitatea ei l-au provocat pe jurnalistul John Evelyn, s-o descrie ca "blestemul națiunii".
S-a convertit la romano-catolicism de la anglicanism în 1663.
Printre descendenții ei se include și Diana, Prințesă de Wales.

## Tinerețea
Născută Barbara Villiers, în parohia St. Margaret, Westminster, a fost singurul copil a lui William Villiers, al II-lea viconte de Grandison și al soției sale Mary Bayning, moștenitoarea lui Paul Bayning, I viconte Bayning. Bunicul patern a lui Barbara, era frate vitreg cu George Villiers, Duce de Buckingham. În 20 septembrie 1643, tatăl ei a murit în războiul civil englez, datorită unei răni din bătălia de la Newbury, unde lupta de partea regaliștilor. El a investit o avere în cai și muniții pentru regimentul său, astfel la moartea sa, soția și fiica sa au rămas în condiții economice precare. La puțin timp după moartea lui, mama Barbarei, lady Mary, s-a recăsătorit cu Charles Villiers, al II-lea conte de Anglesey, un verișor al soțului ei.
După execuția lui Carol I în 1649, clanul Villiers și-a transferat în secret loialitatea spre fiul lui, Carol. În fiecare an, în 29 mai, ziua de naștere a tânărului rege (care se găsea în exil și fără nici un ban), Barbara și familia sa coborau în pivniță, unde într-un întuneric total, beau în sănătatea lui.

## Căsătoria

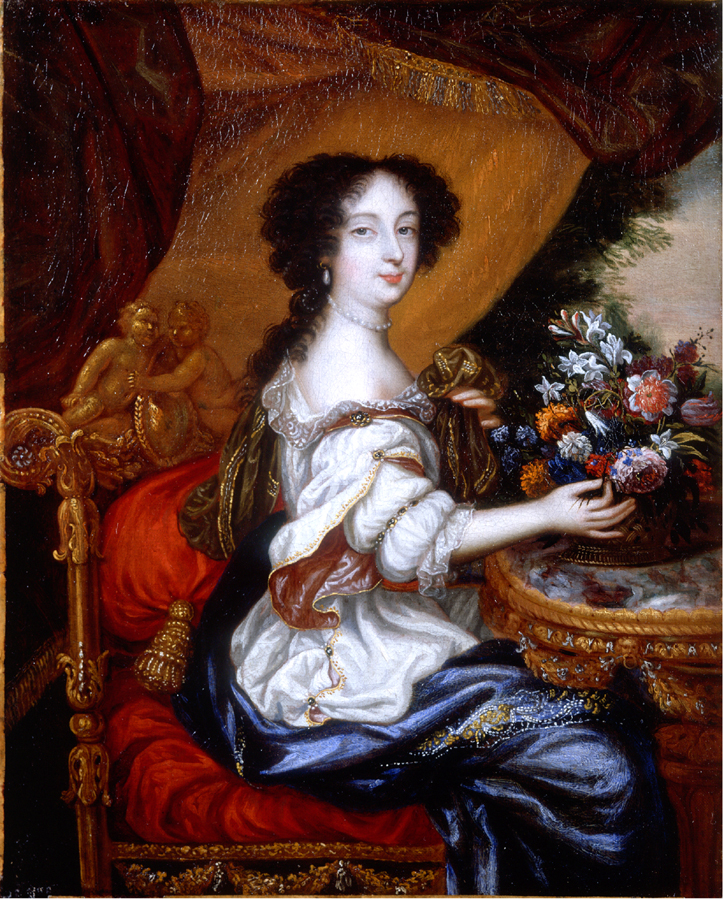
Barbara Palmer, portret de Henri Gascar

Barbara a fost considerată una din cele mai frumoase femei a regatului: avea părul castaniu, ochi oblici cu pleoape grele, pielea de alabastru și o gură senzuală. Cu toate acestea nu a avut noroc în dragoste. Prima relație a avut-o cu Philip Stanhope, al II-lea conte de Chesterfield; cei doi s-au despărțit deoarece Philip Stanhope era interesat de femei mai bogate. În 14 aprilie 1659, Barbara s-a căsătorit cu Robert Palmer împotriva voinței familiei lui. Palmer era catolic. Barbara și Roger nu s-au înțeles și în 1662 s-au separat, fără să obțină însă divorțul. 

## Amanta regelui

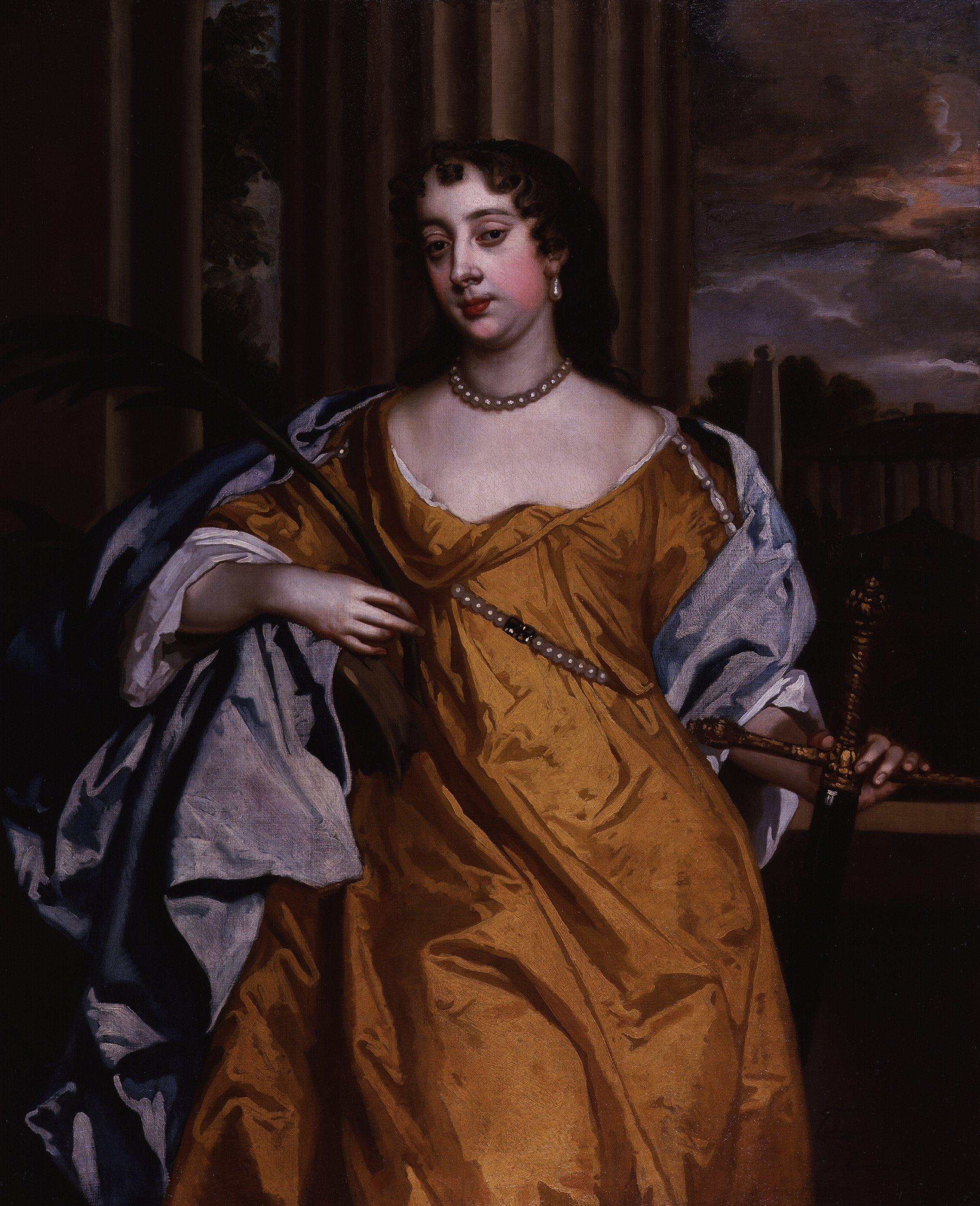
Barbara Palmer, portret de sir Peter Lely cca. 1666

Barbara e devenit amanta lui Carol al II-lea în timp ce trăia încă cu soțul ei, iar Carol era încă în exil, la Haga. Familia Palmer, împreună cu un grup de nobili fideli lui Carol, au mers la regele exilat, la sfârșitul anului 1659. Drept răsplată pentru serviciile ei, Carol al II-lea, în 1661, l-a făcut pe Robert Palmer baron de Limerick și conte de Castlemaine. În 1662, Barbara ca amantă a regelui, avea mai multă influență la curte decât regina Ecaterina de Braganza. Astfel, Barbara a decis să nască cel de-al doilea copil la Hampton Court, în timp ce regele și regina erau plecați în luna de miere. Unul din cei mai înverșunați dușmani ai ei a fost Edward Hyde, I conte de Clarendon, consilierul regelui. Ea s-a alăturat viitorului Minister al Cabalei, pentru a-l îndepărta pe Hyde, iar când acesta a fost concediat, în august 1667, a râs de el în public. Acesta, cu gentilețe i-a spus că într-o zi va fi și ea bătrână. Antipatia lui pentru ea, era provocată de faptul că prin căsătorie, Barbara era verișoară cu el, iar el personal, se simțea jenat de rolul ei de amantă.
Dar curând situația ei a început să oscileze: se zvonea că regele are o relație cu Frances Stewart. În decembrie și-a anunțat convertirea la catolicism. Istoricii nu sunt de acord asupra motivului aceste convertiri. Unii cred că a făcut-o pentru a-și consolida poziția cu regele, alții cred că a fost o modalitate de a consolida relația cu soțul ei catolic în cazul în care regele s-ar fi săturat de ea. Când a aflat, regele i-a spus că pe el îl interesau trupurile femeilor, nu sufletele lor. Curtea a fost la fel de obraznică, opinia generală fiind că Biserica Romei nu a câștigat nimic, iar Biserica Angliei nu a pierdut nimic. 
Barbara era faimoasă pentru extravaganța sa care uneori se transforma în aroganță și insolență: se vorbea că lua mită de la spanioli și francezi, potențiali dușmani ai Angliei. Se folosea de poziția sa doar pentru interesele sale, obținând deseori de la rege tot ce dorea. S-a implicat și în politică sprijinind al doilea război olandez (început în februarie 1665), alături de o mare parte a curții și a Parlamentului. În 1670, Carol al II-lea a numit-o baroană de Nonsuch, contesă de Southampton și ducesă de Cleveland. Dar nimeni la curte nu înțelegea semnificatul acestui gest: era unul din numeroasele favoruri sau era un cadou de adio. 
În timp ce regele avea alte amante, Barbara la rândul său avea alte relații amoroase. Printre noii săi amanți s-a numărat și verișorul ei de-al doilea John Churchill. După Test Act (Actul de Mărturisire), regele s-a debarasat de Barbara, care fiind catolică nu avea dreptul să dețină funcții la curte, iar Louise de Kérouaille a devenit amanta oficială a regelui. 
În 1676 Barbara a plecat la Paris împreună cu ultimii patru copii, dar patru ani mai târziu s-a întors în Anglia. S-a împăcat cu regele și se aflau împreună cu o săptămână înainte de moartea lui Carol al II-lea, în februarie 1685. După moartea regelui Barbara care avea patruzecișicinci de ani, a început o relație cu actorul Cardonell Goodman, iar în martie 1686 a născut un copil. După moartea lui Roger Palmer, în 1705, Barbara s-a recăsătorit cu generalul Robert Fielding. Fielding era un vânător de zestre lipsit de scrupule, iar un an mai târziu Barbara l-a dat în judecată pentru bigamie.
Barbara a murit în 9 octombrie 1709, din cauza unui edem.

## Copii
Barbara a avut șase copii, dintre care cinci au fost recunoscuți de Carol al II-lea.
- Anne Lennard, contesă de Sussex (1661-1722), probabil fiica lui Carol.
- Charles FitzRoy, al II-lea Duce de Cleveland (1662-1730)
- Henry FitzRoy, I Duce de Grafton (1663-1690)
- Charlotte FitzRoy, Contesă de Lichfield (1664-1718)
- George FitzRoy, I Duce de Northumberland (1665-1716)
- Barbara FitzRoy (1672-1737) - Barbara Villiers a susținut că era fiica lui Carol, dar era probabil fiica lui John Churchill, I Duce de Marlborough

## Descendenți
Printre descendenții ei se numără Lady Diana Spencer, Sarah, Ducesă de York, Barbara Clive Palmer, surorile Mitford, filozoful Bertrand Russell, Emma Palmer, Sir Anthony Eden, prim-ministrul britanic 1955-1957, Serena Armstrong-Jones, vicontesă Linley, Josh Armstrong. 

## Legături externe
Materiale media legate de Barbara Palmer, Ducesă de Cleveland la Wikimedia Commons
- The Diary of Samuel Pepys